# Kole Lind
Kole Lind, född 16 oktober 1998, är en kanadensisk professionell ishockeyforward som spelar för Seattle Kraken i NHL.
Han har tidigare spelat på NHL-nivå för Vancouver Canucks och på lägre nivåer för Utica Comets i American Hockey League (AHL) och Kelowna Rockets i Western Hockey League (WHL).
Lind draftades av Vancouver Canucks i andra rundan i 2017 års draft som 33:e spelare totalt.

## Statistik
| 2011–2012  | Swift Current Raiders      | SAAHL      | 24  | 14 | 18  | 32  | 22  | 2  | 0 | 1  | 1  | 2  |
| 2012–2013  | Swift Current Broncos      | SAAHL      | 20  | 22 | 24  | 46  | 30  | 5  | 9 | 2  | 11 | 2  |
|            | Swift Current Legionnaires | SMAAAHL    | 4   | 3  | 0   | 3   | 4   | —  | — | —  | —  | —  |
| 2013–2014  | Saskatoon Contacts         | SMAAAHL    | 44  | 21 | 16  | 37  | 38  | 3  | 0 | 2  | 2  | 2  |
| 2014–2015  | Saskatoon Contacts         | SMAAAHL    | 44  | 45 | 34  | 79  | 54  | 5  | 4 | 2  | 6  | 14 |
|            | Kelowna Rockets            | WHL        | 6   | 0  | 1   | 1   | 4   | 7  | 0 | 3  | 3  | 4  |
| 2015–2016  | Kelowna Rockets            | WHL        | 70  | 14 | 27  | 41  | 54  | 16 | 0 | 0  | 0  | 12 |
| 2016–2017  | Kelowna Rockets            | WHL        | 70  | 30 | 57  | 87  | 79  | 17 | 6 | 6  | 12 | 10 |
| 2017–2018  | Kelowna Rockets            | WHL        | 58  | 39 | 56  | 95  | 65  | 4  | 3 | 5  | 8  | 4  |
|            | Utica Comets               | AHL        | 6   | 0  | 1   | 1   | 2   | —  | — | —  | —  | —  |
| 2018–2019  | Utica Comets               | AHL        | 51  | 5  | 12  | 17  | 20  | —  | — | —  | —  | —  |
| 2019–2020  | Utica Comets               | AHL        | 61  | 14 | 30  | 44  | 64  | —  | — | —  | —  | —  |
| 2020–2021  | Vancouver Canucks          | NHL        | 1   | 0  | 0   | 0   | 0   | —  | — | —  | —  | —  |
|            | Utica Comets               | AHL        | 8   | 5  | 3   | 8   | 8   | —  | — | —  | —  | —  |
| NHL totalt | NHL totalt                 | NHL totalt | 1   | 0  | 0   | 0   | 0   | —  | — | —  | —  | —  |
| AHL totalt | AHL totalt                 | AHL totalt | 126 | 24 | 46  | 70  | 94  | —  | — | —  | —  | —  |
| WHL totalt | WHL totalt                 | WHL totalt | 204 | 83 | 141 | 224 | 202 | 44 | 9 | 14 | 23 | 30 |